# Притыкино (Липецкая область)
Притыкино — деревня  Чаплыгинского района Липецкой области, относится к Урусовскому сельсовету.
Стоит на правом берегу реки Рановы.
От Урусова отделена рекой, через реку перекинут бетонный мост.

## Население
| 2008 | 2010 |
| ---- | ---- |
| 58   | ↘48  |

## Транспорт
Ближайшая к деревне железнодорожная станция — Урусово ЮВЖД, находится в 2 километрах от деревни.
В 1,5 километрах, в селе Урусово расположен остановочный пункт 254-й километр.
Несколько раз в день ходит автобус до Чаплыгина.

## Известные уроженцы
Кузнецов Фёдор Федотович — советский военачальник, генерал-полковник. Руководитель советской военной разведки в годы Второй мировой войны и первое послевоенное время.